# 伊藤久松
伊藤 久松（いとう ひさまつ、1896年（明治29年）9月28日 - 1983年（昭和58年）1月4日）は、日本の内務官僚、弁護士。官選大分県知事。

## 経歴
山口県出身。伊藤政吉の長男として生まれる。第一高等学校を卒業。1922年11月、高等試験行政科試験に合格。1923年、東京帝国大学法学部法律学科を卒業。内務省に入省し熊本県属となる。
以後、熊本県飽託郡長、1935年9月、秋田県学務部長、1938年1月、埼玉県学務部長、1939年5月、奈良県総務部長、1941年6月、大阪府学務部長などを歴任。
1942年6月、大分県知事に就任。戦時下の対応に尽力。1943年7月、知事を退任。同年に退官。戦後に公職追放となる。1949年、弁護士を開業した。